# Девід Кросбі
Девід Ван Кортландт Кросбі (14 серпня 1941 — 18 січня 2023) — американський співак, автор пісень і гітарист. Спочатку він отримав популярність як учасник гурту The Byrds, який став одним з перших колективів в жанрі фолкроку та психоделії в середині 1960-х років, а пізніше як частина супергурту Crosby, Stills & Nash, який допоміг популяризувати Каліфорнійське звучання 1970-х років. Крім своєї музики, Кросбі був відомий своєю відвертістю та особистими проблемами, вважаючись одним з символів контркультури 1960-х років.
Починаючи як виконавець народної музики, 1964 року Кросбі став співзасновником рок-гурту The Byrds. Вони записали свій перший хіт номер один у 1965 році, кавер-версію пісні Боба Ділана «Mr. Tambourine Man». Кросбі брав участь в перших п'яти альбомах The Byrds та на альбомі возз'єднання оригінального складу 1973 року. У 1968 році він став співзасновником тріо Crosby, Stills & Nash (CSN) разом зі Стівеном Стіллзом і Гремом Нешем. Після випуску дебютного альбому гурт отримав премію «Греммі» як найкращий новий виконавець 1969 року. Пізніше до колективу час від часу входив Ніл Янг. Основне тріо CSN залишалося активним з 1976 по 2016 рік, а дует Crosby & Nash також записав три «золоті» альбоми в 1970-х роках. 
Протягом своєї кар'єри Кросбі також випустив вісім сольних альбомів. Його дебютом став альбом If I Could Only Remember My Name 1971 року. Останні п'ять його сольних альбомів, починаючи з Croz (2014), вийшли в останнє десятиліття його життя. Крім того, він створив джазове тріо CPR зі своїм сином Джеймсом Реймондом і гітаристом Джеффом Певаром. Він також часто з'являвся на записах інших виконавців, зокрема Джоні Мітчелл, Jefferson Airplane, Джексона Брауна, Джеймса Тейлора та Девіда Гілмора.
Загальна кількість проданих альбомів The Byrds і CSNY, записаних за участі Кросбі, перевищує 35 мільйонів примірників. Його двічі вводили до Зали слави рок-н-ролу: один раз за роботу в The Byrds і ще раз за роботу з CSN. П'ять альбомів, у записі яких він брав участь, включені до списку 500 найкращих альбомів усіх часів, створеного журналом Rolling Stone: три з The Byrds і два з CSNY.